# Uromenus riggioi
Uromenus riggioi is een rechtvleugelig insect uit de familie sabelsprinkhanen (Tettigoniidae). De wetenschappelijke naam van deze soort is voor het eerst geldig gepubliceerd in 1964 door La Greca.
1. ↑  (en) Uromenus riggioi op de IUCN Red List of Threatened Species.